# Cataingan
Cataingan es un municipio filipino en la provincia de Masbate. Según el censo de 2020, tiene 50 623 habitantes.

## Barangayes
El municipio se divide administrativamente a 36 barangayes.
- Abacá
- Aguada
- Badiang
- Bagumbayan
- Cadulawan
- Cagbatang
- Chimenea
- Concepción
- Curvada
- Divisoria
- Domórog
- Estampar
- Gahit
- Libtong
- Liong
- Maanáhao
- Madambá
- Malobago
- Matayum
- Matubinao
- Mintac
- Nadawisan
- Osmeña
- Pawican
- Pitogo
- Población
- Quezon
- San Isidro
- San José
- San Pedro
- San Rafael
- Santa Teresita
- Santo Niño
- Tagboan
- Tuybo
- Villa Pogado